# Danilo Pokorn
Danilo Pokorn (30. 8. 1924 (Celje) - 17. 10. 2003 (Ljubljana)) je bil slovenski pravnik in muzikolog. Po končanem študiju prava se je zaposlil na RTV SLO, kjer je bil vodja glasbene produkcije. Po doktoratu iz muzikologije je postal vodja Muzikološkega inštituta pri ZRC SAZU. Bil je priznan strokovnjak za delo Jakoba Gallusa in Amandusa Ivančiča.
1. 1 2  Brozović D., Ladan T. Hrvatska enciklopedija — LZMK, 1999. — 9272 p.